# La battaglia del granturco
La battaglia del granturco (Corn Chips) è un film del 1951 diretto da Jack Hannah. È un cortometraggio animato realizzato, in Technicolor, dalla Walt Disney Productions, uscito negli Stati Uniti il 23 marzo 1951 e distribuito dalla RKO Radio Pictures. A partire dagli anni novanta è più noto come La guerra dei popcorn. Nel dicembre 2001 fu inserito nel film di montaggio direct-to-video Le più belle storie di Natale di Walt Disney.

## Trama
Mentre Paperino spala la neve sul vialetto d'ingresso della sua casa, Cip e Ciop fanno lo stesso dal loro albero, buttando la neve per terra. Il papero decide di vendicarsi facendo terminare il lavoro ai due scoiattoli. Quando essi lo scoprono, decidono a loro volta di vendicarsi rubando i pop corn che Paperino si accinge a preparare e mangiare davanti al caminetto. Tra i tre si scatena una contesa: da una parte Paperino, deciso a riprendersi i pop corn, e dall'altra Cip e Ciop, intenti invece a difendere gli snack. Paperino cerca in tutti i modi di tornare in possesso della refurtiva, ma ogni volta deve fronteggiare la furbizia dei due scoiattoli. Paperino infine accende un fuoco dentro l'albero di Cip e Ciop, che decidono di restituirgli i pop corn. Tuttavia i due furbi scoiattoli rubano l'intera confezione di pop corn dalla casa del papero, e decidono di arrostirli sul fuoco acceso precedentemente da Paperino, il quale è costretto a spalare tutto il tappeto di pop corn che ha invaso il suo giardino.

## Distribuzione

### Edizione italiana
L'unico doppiaggio italiano conosciuto è quello realizzato dalla Royfilm per la trasmissione televisiva e usato anche in DVD.

### Edizioni home video

#### VHS
- Cartoons Disney 4 (ottobre 1985)

#### DVD
Il cortometraggio è incluso nei DVD Cip & Ciop - L'albero dei guai, Paperino e i corti di Natale e Paperino - 75º anniversario.